# Никола Паунов
Никола Христов Паунов е български офицер, професор, генерал-майор.

## Биография
Роден е на 25 юли 1927 година в разложкото село Горно Драглища. Завършва Народното военно училище „Васил Левски“, а по-късно Военната инженерна академия „В. В. Куйбишев“ в Москва за строителен инженер. Там защитава и научната степен „доктор на техническите науки“. Дисертацията му е свързана с разпространението и въздействието на взривната вълна. Бил е началник-щаб на Управление „Инженерни войски“. След това началник на инженерна секция във Военния научноизследователски институт. В периода 1 октомври 1975 – 30 ноември 1989 г. е началник на Висшето народно военно строително училище „Генерал Благой Иванов“. Бил е заместник-командир на хидровойските на България. Преподава по теория на взривните вещества. Носител е на орден „Народна република България“ – I степен.

## Награди
- орден „Народна република България“ – I ст.

## Образование
- Народно военно училище „Васил Левски“
- Военната инженерна академия „В. В. Куйбишев“